# Satyrus actaeina
Satyrus actaeina är en fjärilsart som beskrevs av Charles Oberthür 1909. Satyrus actaeina ingår i släktet Satyrus och familjen praktfjärilar. Inga underarter finns listade.